# Annemarie Schulz (Kommunistin)
Annemarie Schulz (* 26. März 1897 in Gablenz, Landkreis Cottbus als Annemarie Blaeske; † 28. oder 29. Oktober 1979 in Cottbus) war eine deutsche Politikerin (KPD) und Widerstandskämpferin gegen den Nationalsozialismus. Sie ist seit 1974 Ehrenbürgerin der Stadt Cottbus.

## Leben
Annemarie Schulz wurde in Gablenz südlich von Cottbus als Tochter eines Landwirts geboren. Sie hatte drei Geschwister. Nach dem frühen Tod ihrer Mutter im Jahr 1904 gab ihr Vater sie zu Verwandten nach Schmellwitz, wo sie die Volksschule besuchte. Nach ihrem Schulabschluss arbeitete Schulz als Stopferin und später als Dienstmädchen in Cottbus, Hoyerswerda und Berlin. 1925 trat sie dem Textilarbeiterverband bei. Danach arbeitete sie wieder als Stopferin bei den Cottbuser Firmen Rottka sowie Haselbach & Westerkamp.
1929 trat Annemarie Schulz der KPD bei. Dort wurde sie Frauenleiterin der KPD-Ortsgruppe Cottbus und 1932 Frauenleiterin der Wählergruppe Lausitz. Zudem war sie Kursantin der Reichsparteischule Rosa Luxemburg in Fichtenau. Im April 1932 wurde Schulz für den Wahlkreis Berlin in den Preußischen Landtag gewählt. Nach dem Reichstagsbrand im Februar 1933 wurde Schulz verhaftet und war bis November 1933 im Frauengefängnis Barnimstraße inhaftiert. Nach dem Attentat vom 20. Juli 1944 wurden sie und ihr Mann Georg wieder verhaftet und kamen zunächst ins Polizeigefängnis Mauerstraße. Von dort aus wurden sie später in ein Gefängnis bei Frankfurt (Oder) und im August 1944 in das Arbeitserziehungslager Oderblick nach Schwetig gebracht. Schulz überlebte das Arbeitslager, unter anderem auch, da die Lagerärzte sie vor einem eigentlich vorgesehenen Abtransport ins Konzentrationslager Ravensbrück bewahrten.
Nach dem Ende des Zweiten Weltkrieges kehrte Schulz nach Cottbus zurück und half als Trümmerfrau beim Wiederaufbau der Stadt. Zudem betreute sie Flüchtlinge aus den deutschen Ostgebieten sowie Waisenkinder. Schulz wurde Instrukteurin bei der Cottbuser Entnazifizierungskommission und war als Fürsorgerin beim Dezernat für Sozialwesen der Stadt Cottbus. Sie war zudem Hauptgeschäftsführerin des Demokratischen Frauenbunds Deutschlands (DFD) im Kreis Cottbus-Land sowie im FDGB und bei der Volkssolidarität tätig. 1950 trat Annemarie Schulz aus gesundheitlichen Gründen von ihren Ämtern zurück. Anlässlich des 25. Jahrestages der Gründung der DDR am 7. Oktober 1974 wurde sie zur Ehrenbürgerin von Cottbus ernannt. 1977 wurde Schulz der Vaterländische Verdienstorden in Gold verliehen.